# Brosmophyciops pautzkei
Brosmophyciops pautzkei är en fiskart som beskrevs av Leonard Peter Schultz, 1960. Brosmophyciops pautzkei ingår i släktet Brosmophyciops och familjen Bythitidae. Inga underarter finns listade.